# Blas Causera Carrión

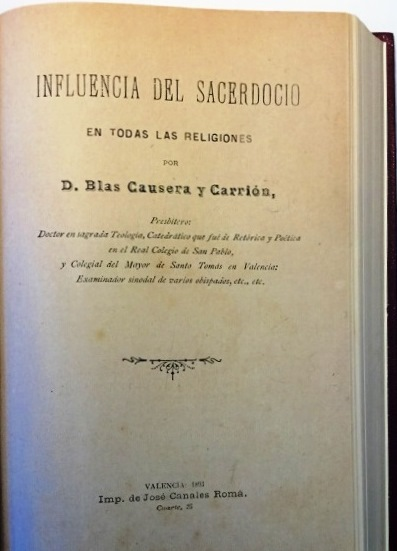
Blas Causera: Influencia del sacerdocio... (València 1893)

Blas Causera Carrión (Xestalgar, 1840 - València?, 1906) va ser un llatinista i teòleg valencià. Fill de camperols, va ser ordenat prevere el 1864. Més tard es va doctorar en teologia i va exercir com a capellà de Bicorb i Quesa. Obtingué una càtedra de retòrica poètica al Col·legi de Sant Pau de València i va assolir la distinció de "soci de mèrit" de l'Ateneu Científic i Literari. Dotat d'una extraordinària vocació didàctica, escrigué llibres destinats sobretot a la formació de sacerdots, i arribà a ser examinador de la Seu de València.

## Obres
- Tratado completo de Oraciones Latinas (la 2a edició és del 1873)
- Historia Eclesiástica Universal (1875)
- Gramática Hispano-Latina teórico-práctica (1875)
- Glorias del clero (1881)
- Historia eclesiástica elemental dividida en dos tomos ó cursos escolares (1886)
- Influencia del sacerdocio en todas las religiones (1893)
- Diccionario español-latino: gramaticalmente analítico (1900)